# Andrew Lesnie
Andrew Lesnie (Sídney, Nueva Gales del Sur; 1956-ibídem, 27 de abril de 2015) fue un cineasta australiano, miembro de la Australian Cinematographers Society y de la American Society of Cinematographers y ganador de un Óscar por la fotografía de El Señor de los Anillos: la Comunidad del Anillo (2001).

## Carrera cinematográfica
Lesnie asistió a la Australian Film Television and Radio School (AFTRS), donde se graduó en 1979. Su primer trabajo tras la graduación fue en Network Ten como cámara en el programa infantil de tarde titulado Simon Townsend's Wonder World, ganador de un Logie. En él, Townsend dio a Lesnie oportunidades casi diarias de desarrollar sus habilidades con pocas restricciones y sobre una gran variedad de historias y situaciones, y de experimentar con la cámara y las técnicas de iluminación en cientos de ubicaciones y situaciones. Tras dos años de trabajo en el programa, Lesnie se pasó a otras producciones australianas de cine y televisión, entre las que cabe mencionar la miniserie Bodyline.
Su trabajo recibió mayor atención después del estreno de Babe (1995) y su secuela Babe: Pig in the City (1998). Fue director de fotografía de la trilogía cinematográfica de El Señor de los Anillos realizada por el director de cine neozelandés Peter Jackson y recibió un premio Óscar en 2002 en la categoría de «Mejor fotografía» por su trabajo en la primera parte: La Comunidad del Anillo. Durante el rodaje de estas películas se lanzó también a la interpretación, protagonizando el corto de Sean Astin titulado The Long and Short of It. Desde entonces ha filmado otras películas de Jackson como King Kong, The Lovely Bones y la la trilogía precuela de El Señor de los Anillos, adaptación de la novela El hobbit también a cargo de Peter Jackson.
Lesnie, que vivía en la costa norte de su ciudad natal, Sídney, falleció en su casa de un ataque al corazón el 27 de abril de 2015.

## Filmografía
- Fair Game (1986)
- The Delinquents (1989)
- The Girl Who Came Late (1991)
- Temptation of a Monk (You seng) (1993, con Arthur Wong)
- Babe (1995)
- Two If by Sea (1996)
- Doing Time for Patsy Cline (1997, con la que ganó el Premio AFI a la mejor fotografía)
- Babe: Pig in the City (1998)
- The Sugar Factory (1998)
- El Señor de los Anillos: la Comunidad del Anillo (2001, con la que ganó el Premio Óscar a la mejor fotografía)
- El Señor de los Anillos: las dos torres (2002)
- El Señor de los Anillos: el retorno del Rey (2003, con la que ganó el Premio BAFTA a la mejor fotografía)
- Love's Brother (2004)
- King Kong (2005)
- Happy Feet (2006)
- Soy leyenda (2007)
- Shine a Light (2008)
- Bran Nue Dae (2009)
- The Lovely Bones (2009)
- The Last Airbender (2010)
- Rise of the Planet of the Apes (2011)
- El hobbit: un viaje inesperado (2012)
- The Turning (2013, fragmento titulado «Reunión»)[6]
- El hobbit: la desolación de Smaug (2013)
- Healing (2014)
- El hobbit: la batalla de los Cinco Ejércitos (2014)
- The Water Diviner (2014)

## Premios y distinciones
Premios Óscar
| Año  | Categoría        | Película                                         | Resultado |
| ---- | ---------------- | ------------------------------------------------ | --------- |
| 2002 | Mejor fotografía | El Señor de los Anillos: la Comunidad del Anillo | Ganador   |